# Hem (fiume)
La Hem ( o Tiret) è un fiume francese che scorre nel Dipartimento del Passo di Calais, nella regione dell'Alta Francia, ed è affluente dell'Aa. La sua lunghezza è di 24,5 km.

## Geografia

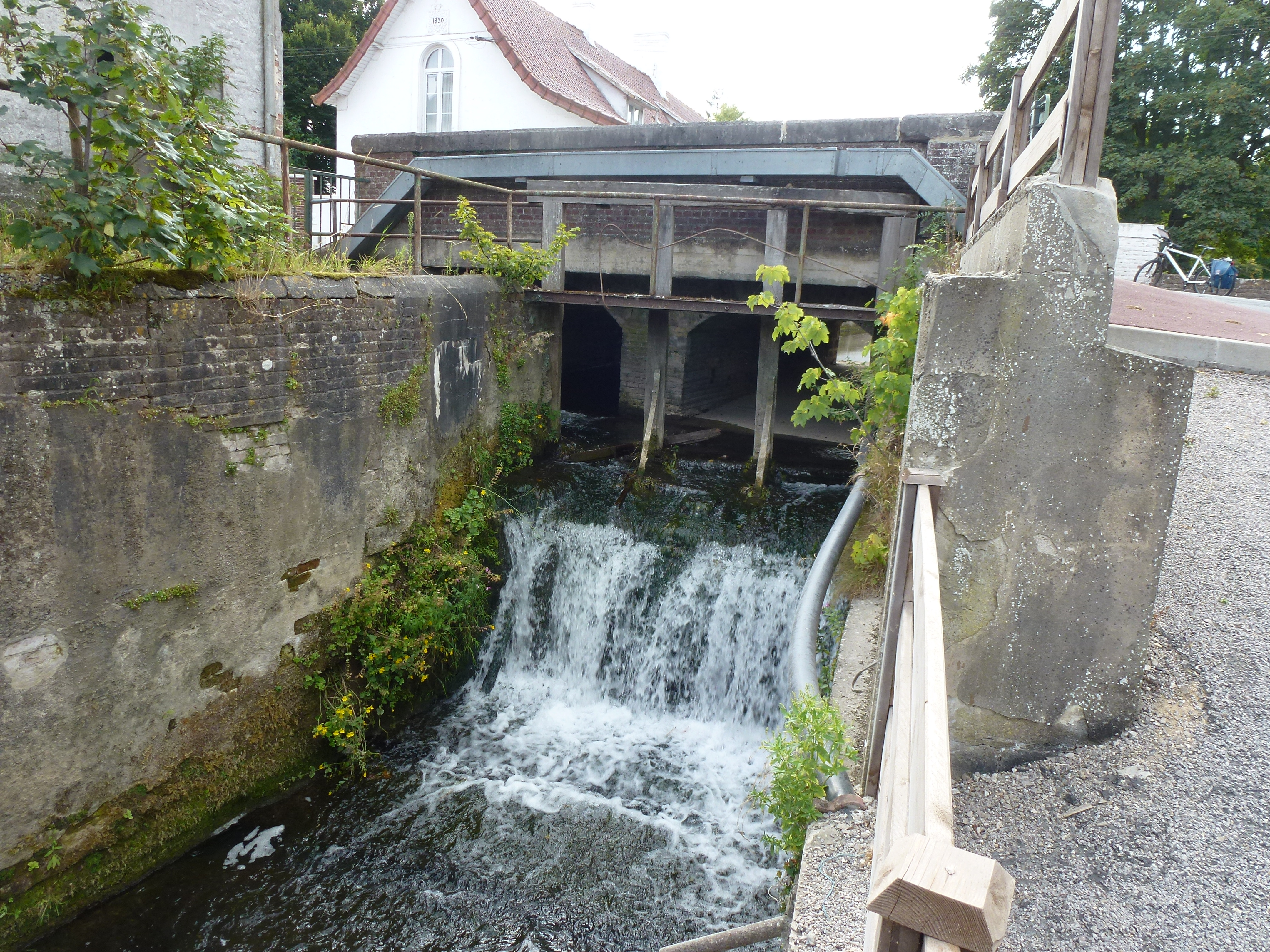
Mulino ad acqua sulla Hem a Tournehem-sur-la-Hem.

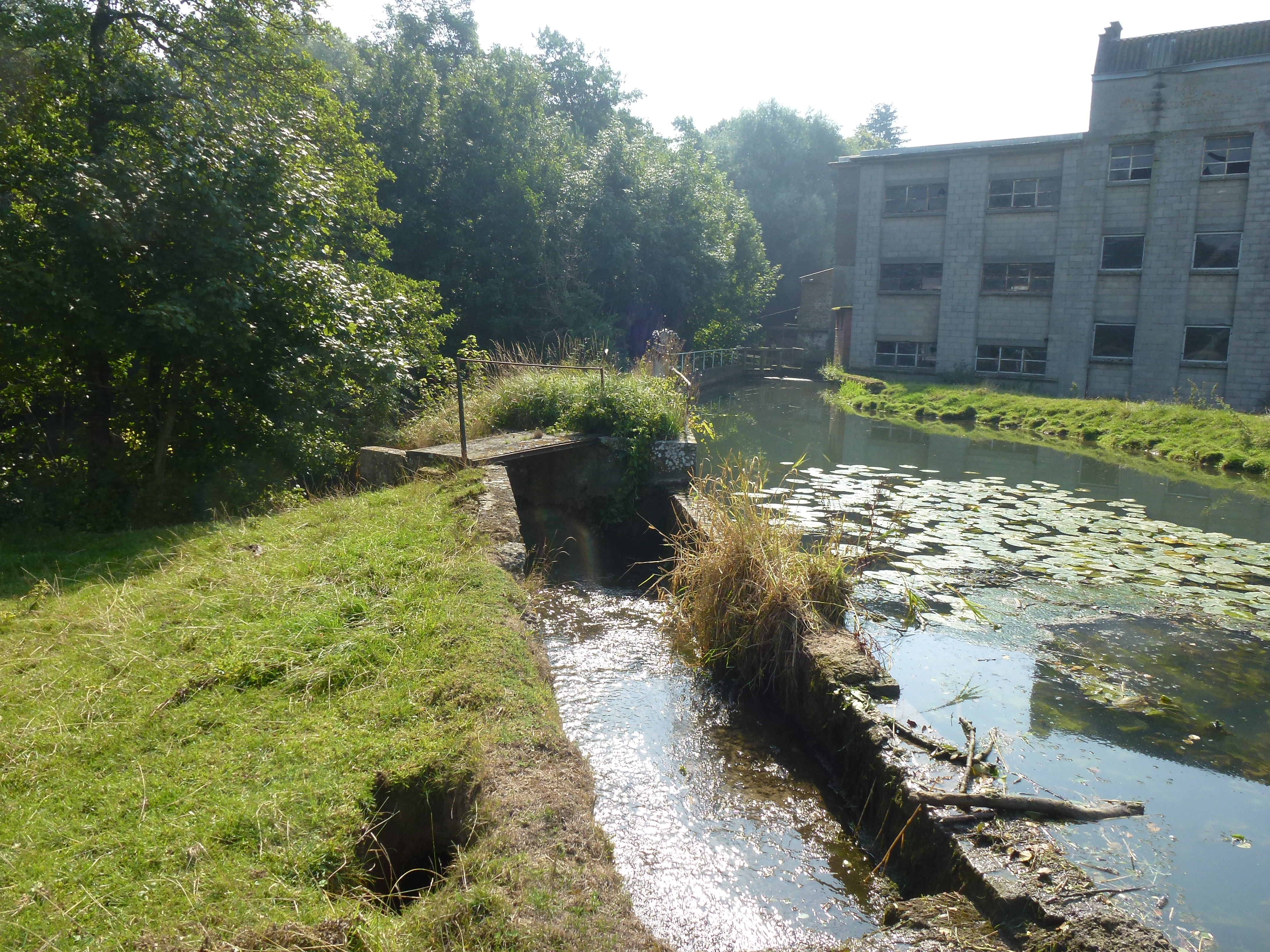
Mulino ad acqua di Guémy sulla Hem a Tournehem-sur-la-Hem.

Di 24,5 km di lunghezza, la Hem o le Tiret nasce a nord del villaggio di Escœuilles, a 113 m d'altitudine, appena a sud di Surques. 
Essa scorre globalmente da sudovest verso nordest e passa a Licques e Tournehem-sur-la-Hem.
La Hem si getta nel Tiret, 9,5 km, che a sua volta si getta nell'Aa a Sainte-Marie-Kerque, a 5 metri di altitudine, 200 metri prima d'incontrare il canale di Calais a Saint Omer proprio a sud del villaggio di Hennuin, un borgo all'incrocio dei territori dei tre comuni di Audruicq, Saint-Folquin e Sainte-Marie-Kerque, del ponte del Canale e della chiusa di Hennuin.
La sua pendenza media è del 4.6‰.

### Comuni e cantoni attraversati
Nel solo dipartimento del Pas-de-Calais, la Hem attraversa i quindici comuni seguenti, da monte verso valle, di Escœuilles (sorgente), Surques, Rebergues, Hocquinghen, Licques, Clerques, Audrehem, Bonningues-lès-Ardres, Tournehem-sur-la-Hem, Nordausques, Zouafques, Recques-sur-Hem, Polincove, Zutkerque, Sainte-Marie-Kerque (confluenza).
In termini di cantoni, la Hem sorge nel cantone di Lumbres, attraversa i cantoni di Calais-2,  Saint-Omer, confluisce nel cantone di Marck, il tutto negli arrondissement di Saint-Omer e di Calais.

### Bacino versante
La Hem attraversa una sola zona idrografica «Aa canalizzata dalla Haute Colme al C. de Calais e C. de Calais dell'Aa canalizzata a»' (E410) di 1 257 km² di superficie.

## Affluenti
Il Tiret ha otto tronconi affluenti codificati. Nessun affluente ha una lunghezza superiore a otto chilometri.
Quattro affluenti hanno un numero di Strahler superiore a uno (con più d'un affluente) :
- le Loquin 7 km, con sei affluenti e di numero di Strahler tre
- la Licques 6 km, con due affluenti e di numero di Strahler tre
- il torrente di Bainghem 4 km
- il fiume Robecq 4 km, con due affluenti e di numero di Strahler due

I quattro altri affluenti di numero di Strahler uno (senza affluenti) e di lunghezza inferiore a quattro chilometri sono:
- il torrente Marie Voort 3 km
- il torrente les Fontinettes 2 km
- l'Hanoulet 2 km
- la Baronnerye 1 km

Dunque il numero di Strahler del Tiret è quattro.
La Hem presenta delle fluttuazioni di portata molto deboli. Il periodo di piena va dal medio autunno fino a metà primavera portando la portata media a un livello che può salire da 1,64 a 2,65 m³/s, da novembre ad aprile compreso (con un picco in gennaio); quello di magra va da maggio a ottobre incluso e la portata media di magra può scendere fino a 0,607 m³/s nel mese d'agosto.